# Skin Alley
Skin Alley war eine britische Progressive-Rock-Band, die von 1968 bis 1974 bestand.

## Bandgeschichte
Thomas Crimble (Bass, Keyboards, Gesang), Alvin Pope (Schlagzeug), Krzysztof Henryk Juszkiewicz (Keyboards) und Bob James (Saxofon, Gitarre) nahmen 1969 ihr Debütalbum auf, das Anfang 1970 herauskam. Ihre Mischung aus Folk, Jazz und Rock erhielt gute Kritiken und war auf der Bühne erfolgreich.
Noch während der Aufnahmen zum zweiten Album To Pagham & Beyond (1970) ging Crimble zu Hawkwind und half, das Glastonbury Festival zu organisieren. Für ihn kam Nick Graham (zuvor bei Atomic Rooster). Pope wurde später von Tony Knight (wirklicher Name Tony Brown) ersetzt, zuvor bei The Chessmen und Bronx Cheer. Mit den neuen Mitgliedern ging die Musik der Gruppe mit Streicher- und Bläserarrangements mehr in Richtung Mainstream.
Mit ihrem Wechsel von CBS zu Transatlantic Records und einem rockigeren Sound wurden sie auch in den Vereinigten Staaten bekannter, wo Stax sie als erste europäische Band unter Vertrag nahm. Jedoch blieb der erhoffte große Durchbruch aus, und die Band löste sich nach dem vierten Album auf.

## Diskografie
- 1970: Skin Alley (CBS 63847)
- 1970: To Pagham and Beyond (CBS 64140)
- 1972: Two Quid Deal (Transatlantic Big T TRA 260)
- 1972: Glastonbury Fayre (Revelation) – Aufnahmen vom Glastonbury Festival 1971, Skin Alley ist mit einem Stück vertreten: Sun Music
- 1973: Skintight (Transatlantic Big T TRA 273)